# Aglasterhausen
Aglasterhausen település Németországban, azon belül Baden-Württembergben. Lakosainak száma 4893 fő (2023. december 31.).

## Népesség
A település népessége az elmúlt években az alábbi módon változott:
| Lakosok száma | 2919 | 3583 | 3568 | 3547 | 3739 | 4249 | 4684 | 5012 | 4834 | 4893 |
|               | 1961 | 1967 | 1974 | 1980 | 1987 | 1993 | 2000 | 2006 | 2013 | 2023 |